# Linia kolejowa nr 149
Linia kolejowa nr 149 Zabrze Makoszowy – Leszczyny – drugorzędna, jedno- i dwutorowa, zelektryfikowana linia kolejowa znaczenia państwowego w województwie śląskim.

## Historia
Linia budowana etapami od 1888 roku, ukończona po II wojnie światowej. W 1986 zelektryfikowano odcinek Gierałtowice – Leszczyny, a w 1987 resztę linii. W 2000 roku zawieszono ruch pasażerski, ale jeszcze w 2005 roku Krakowskie SMK zorganizowało przejazd nieczynnymi dla ruchu osobowego liniami 141, 149 i 169. W 2006 roku linią przejechał pociąg pielgrzymkowy; w 2007 była również wykorzystywana jako trasa objazdowa przez Knurów. Od 20 grudnia 2021 r. do 15 maja 2023 r. również w ramach objazdu kursowały tą linią pociągi spółki PKP Intercity ze względu na modernizację linii kolejowej nr 139 na odcinku Most Wisła - Czechowice-Dziedzice. 
W 2009 roku zawalił się most nad rzeką Bierawką w Szczygłowicach. Został on wyremontowany i oddany ponownie do użytku w czerwcu 2014 r. Do podpisania umowy PKP PLK ze Skanską doszło 30 kwietnia. Linia została udrożniona w pierwszym torze do grudnia 2015 r., a w drugim w 2016 r. Pomiędzy byłą stacją Gierałtowice a stacją Przyszowice trwały inne prace. Roboty obejmowały podniesienie toru nr 1 o 1,3 m i toru nr 2 o 1,1 m, wymianę uszkodzonych/starych słupów sieci trakcyjnej (z 1986 r.), wycinkę drzew i udrożnienie rowów biegnących w okolicy skarpy. 12 października PKP PLK podpisały ze Skanską umowę na kolejny etap prac.
W 2018 roku pojawiły się weekendowe połączenia relacji Gliwice - Rybnik - Żory - Chybie - Wisła Głębce (handlowa nazwa "Kubalonka") oraz Żywiec ("Salmopol"), obsługiwane przez Koleje Śląskie. W czerwcu 2024 r. Koleje Śląskie reaktywowały codzienne przewozy pasażerskie w ramach polączenia między Gliwicami a Rybnikiem. W przyszłości planowana jest w związku z tym budowa przystanku kolejowego Knurów Szpitalna w rejonie nieczynnego przystanku kolejowego Knurów Kopalnia.